# Африканские линзанги
Африканские линзанги (лат. Poiana) — род млекопитающих из семейства виверровых. Род распространен в странах Западной и Центральной Африки. Родовое название происходит от Fernando Póo, старого названия острова Биоко, где был добыт первый известный экземпляр.

## Внешний вид и строение
Средняя длина головы и тела 384 мм, средняя длина хвоста: 365 мм. Общий цвет тела, от светло-коричневато-серого до ржаво-желтого. Мех покрыт пятнами и полосами, цвет которых от темно-коричневого до черного. Некоторые особи имеют поочередно широкие и узкие черные полосы на хвосте, тогда как другие особи имеют только широкие полосы. Этот род отличается от азиатских линзангов (Prionodon) тем, что пятна имеют меньшие размеры и не проявляют тенденцию объединяться в группы или полосы, за исключением областей головы и плеч. Они также отличается от них, и напоминают генет (Genetta), тем, что имеет узкие линии голой кожи на подошвах задних лап.

## Поведение, жизненный цикл
Ведут ночной образ жизни. Строят округлое гнездо из растительных материалов, в котором несколько особей спят в течение нескольких дней, а затем переходят на новое место и строят новое гнездо. Гнезда располагаются, по меньшей мере в двух метрах над землей, хотя как правило, выше. Пищу составляют орехи колы, другая растительная пища, насекомые и молодые птицы. Самка может приносить два выводка в год по два-три детеныша. Один африканский линзанг прожил в неволе 5 лет и 4 месяца.

## Виды
- Poiana leightoni
- Poiana richardsonii — Африканский линзанг